# ISO 22320
ISO 22320 es una normativa internacional en materia de Seguridad de la Sociedad y Gestión de Emergencias. La norma lista los requisitos necesarios para la respuesta a incidentes que puedan afectar a una organización o comunidad así como promueve la participación de los habitantes en el desarrollo y aplicación de medidas de respuestas a incidentes a fin de garantizar una respuesta apropiada a las necesidades de la población afectada.